# 18777 Hobson
18777 Hobson este un asteroid din centura principală de asteroizi.

## Descriere
18777 Hobson este un asteroid din centura principală de asteroizi. A fost descoperit pe 10 mai 1999 la Socorro, New Mexico, în cadrul proiectului LINEAR. Asteroidul prezintă o orbită caracterizată de o semiaxă mare de 2,56 ua, o excentricitate de 0,18 și o înclinație de 4,3° în raport cu ecliptica.